# Monika Lennartz

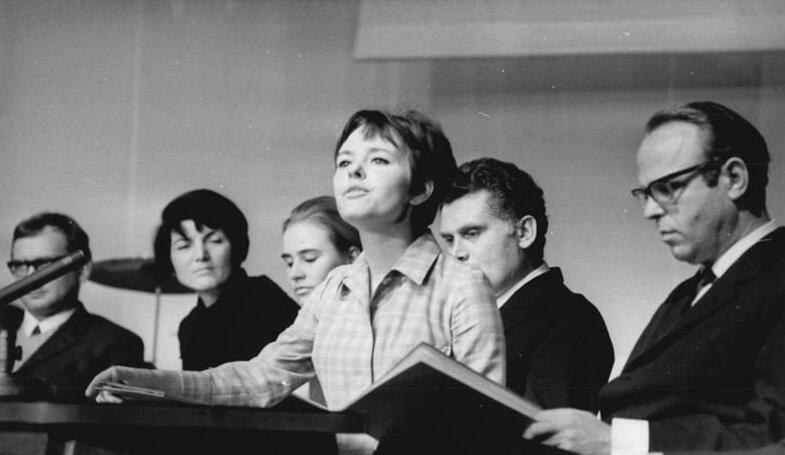
Monika Lennartz (zentral) bei einer Lesung zur Eröffnung der Woche des Buches 1968

Monika Lennartz (* 26. Februar 1938 in Stettin) ist eine deutsche Schauspielerin und Hörspielsprecherin. Seit 1958 stand sie in über 100 Film- und Fernsehproduktionen vor der Kamera und wirkte in etlichen Theaterinszenierungen.

## Leben
Monika Lennartz, Tochter einer Arbeiterfamilie, wuchs in Waltershausen in Thüringen auf. Als Heranwachsende sammelte sie erste Schauspielerfahrungen am Schultheater und bestand die Aufnahmeprüfung an den Schauspielschulen sowohl an der Theaterhochschule Leipzig als auch an der Hochschule für Schauspielkunst „Ernst Busch“ Berlin. Da dort kein Studienplatz mehr frei war, ging sie 1956 an die Filmhochschule Potsdam, wo sie bis 1959 ihre professionelle Schauspielausbildung absolvierte.
Seit 1962 lebt Lennartz in Berlin.

## Karriere

### Theater
Ihr erstes Bühnenengagement hatte Lennartz nach Abschluss ihrer Ausbildung unter der Intendanz von Günter Lange am Theater Senftenberg, wo sie bis 1962 in verschiedenen Rollen zu sehen war. Danach kam sie nach Berlin an das Maxim-Gorki-Theater, wo sie bis 2008 zum festen Ensemble gehörte. Ihr Debüt gab sie dort in Lajos Mesterhazys Stück Das elfte Gebot. 1986 erhielt sie den Kritikerpreis für die Rolle Miss Helen in der Bühneninszenierung Der Weg nach Mekka. Ihre Rolle der Olga, in dem Drama Drei Schwestern von Tschechow, wie auch in der Fortschreibung Die Übergangsgesellschaft von Volker Braun, beide in Inszenierungen von Thomas Langhoff, brachte ihr 1989 die Helene-Weigel-Medaille ein.
Ein Gastengagement hatte sie an der Volksbühne Berlin, wo sie im Oktober 1964 als Julia in William Shakespeares Romeo und Julia neben Klaus Manchen unter der Regie von Fritz Bornemann spielte. Doch erst 1965 in Viktor Rosows Am Tage der Hochzeit fand ihre schauspielerische Leistung ungeteiltes Lob.

### Film, Fernsehen und Hörspiel
Ihr Filmdebüt gab Lennartz 1958, noch während ihrer Ausbildung, unter der Regie von Kurt Maetzig und Günter Reisch als Mariechen in dem DEFA-Kriegsfilm Das Lied der Matrosen. Eine ähnlich gelagerte Rolle hatte sie 1961 in dem deutsch-sowjetischen Nachkriegsdrama Fünf Tage – Fünf Nächte neben Ruth Kommerell als deren Filmtochter Sonja Fischer. Danach wurde sie im Verlaufe der nachfolgenden Jahrzehnte in zahlreichen weiteren Produktionen der DEFA und des Deutschen Fernsehfunk (DFF) besetzt. Frank Beyer besetzte sie 1962 an der Seite von Annekathrin Bürger und Armin Mueller-Stahl in dem Filmdrama Königskinder als Katja in eine der Hauptrollen. 1975 spielte sie in der Thomas-Mann-Verfilmung Lotte in Weimar die Rolle der Charlotte, der Tochter von Charlotte Buff (Lilli Palmer). In der fünfteiligen Fernsehserie Scharnhorst übernahm sie 1978 die Rolle der Marie, Gräfin von Brühl. In Herrmann Zschoches Bürgschaft für ein Jahr, der auf der Berlinale 1982 in West-Berlin den Silbernen Bären erhielt, spielte sie 1981 an der Seite von Katrin Sass die Rolle der Musiklehrerin Irmgard Behrend. 1982 erhielt sie den Goethe-Preis der Stadt Berlin. Beim 3. Nationalen Spielfilmfestival der DDR 1984 wurde Lennartz für ihre Darstellung der Frau Meinelt in Herrmann Zschoches Insel der Schwäne zusammen mit Simone von Zglinicki als beste Nebendarstellerin ausgezeichnet. Lothar Warneke besetzte sie 1988 in seinem Filmdrama Einer trage des anderen Last … als Heiligers Mutter. Mehrfach gastierte sie ab 1977 in mehreren Filmen der Krimireihe Polizeiruf 110. Daneben wirkte sie mehrfach in den 1980er-Jahren in der Fernsehserie Schauspielereien, in der sie pro Folge in mehrere Rollen gleichzeitig schlüpfte.
Im wiedervereinigten Deutschland konnte Lennartz nahtlos an ihre Laufbahn in der DDR anknüpfen. Bekannt wurde sie dem gesamtdeutschen Publikum an der Seite von Michael Trischan in der ARD-Krankenhausserie In aller Freundschaft als Luise „Mutti“ Brenner, die sie von Dezember 2007 (Folge 376) bis Oktober 2020 (Folge 907) spielte. Seit 2010 gastiert sie in einzelnen Episoden der Krimireihe Tatort. Der 2011 uraufgeführte Kurzfilm Mädchenabend, in dem Lennartz an der Seite von Ursula Werner die Rolle der Christine spielte, wurde mit dem Max Ophüls Kurzfilmpreis 2012 bedacht. 2012 war sie an der Seite von Angelica Domröse, Otto Sander und Herbert Feuerstein in Bernd Böhlichs Bis zum Horizont, dann links! als Seniorenheim-Bewohnerin Evelyn Miesbach auf der Kinoleinwand zu sehen. In dem im Juli 2022 in den Kinos gestarteten Spielfilm Bibi & Tina – Einfach anders, den fünften Bibi-&-Tina-Kinofilm, übernahm sie die Nebenrolle der Melitta Korn. Seit 2022 spielt sie in der ARD-Fernsehreihe Schule am Meer die durchgehende Nebenrolle der Hertha Olsen, der Mutter von Erik (Oliver Mommsen) und Bernd (Oliver Sauer). In Antje Ritters Kurzfilm Frau Fleischer will sterben!, der das Thema Sterbehilfe aufgreift, übernahm sie 2024 die Titelrolle.
Neben ihren Arbeiten am Theater und in Film und Fernsehen spricht Lennartz seit 1963 zahlreiche Hörspiel- und Hörbuchproduktionen ein. Zunächst arbeitete sie für den staatlichen Rundfunk der DDR, später im wiedervereinigten Deutschland war sie in mehreren Produktionen für den Ostdeutschen Rundfunk Brandenburg, Deutschlandradio Kultur, Mitteldeutschen Rundfunk, Westdeutschen Rundfunk und Norddeutschen Rundfunk zu hören.

## Filmografie

### Spielfilme
- 1958: Das Lied der Matrosen
- 1959: SAS 181 antwortet nicht
- 1959: Verwirrung der Liebe
- 1960: Kein Ärger mit Cleopatra
- 1961: Fünf Tage – Fünf Nächte
- 1962: Königskinder
- 1965: Chronik eines Mordes
- 1966/1972: Der kleine Prinz (Sprechrolle)
- 1969: Das siebente Jahr
- 1971: Die Verschworenen (Mehrteiler)
- 1973/1990: Die Taube auf dem Dach
- 1974: Warum kann ich nicht artig sein?
- 1975: Lotte in Weimar
- 1980: Hedda Gabler (Studioaufzeichnung Fernsehen)
- 1980: Der besondere Tag: Glühbirnen wachsen nicht am Baum (Sprecherin)
- 1981: Meschkas Enkel
- 1981: Bürgschaft für ein Jahr
- 1982: Stabwechsel in der 7c
- 1982: Melanie van der Straaten
- 1983: Schwierig sich zu verloben
- 1983: Insel der Schwäne
- 1984: Drei Schwestern
- 1985: Johann Sebastian Bach
- 1985: Mein lieber Onkel Hans
- 1987: Die Alleinseglerin
- 1988: Einer trage des anderen Last …
- 1988: Der Aufstand der Fischer von St. Barbara
- 1989: Immensee
- 1989: Die Besteigung des Chimborazo
- 1990: König Phantasios
- 1990: Marie Grubbe (Dreiteiler)
- 1990: Kein Wort von Einsamkeit
- 1990: Die Übergangsgesellschaft
- 1991: Zwischen Pankow und Zehlendorf
- 1991: Das Mädchen aus dem Fahrstuhl
- 1991: Engel mit einem Flügel
- 1996: Tödliches Schweigen
- 2006: Die Könige der Nutzholzgewinnung
- 2010: Meine Familie bringt mich um!
- 2011: Mädchenabend
- 2011: Blaubeerblau
- 2012: Bis zum Horizont, dann links!
- 2014: 14 – Tagebücher des Ersten Weltkriegs
- 2015: Tannbach – Schicksal eines Dorfes (Dreiteiler)
- 2018: Whatever Happens Next
- 2019: Weil du mir gehörst
- 2022: Bibi & Tina – Einfach anders
- 2024: Another German Tank Story
- 2025: Marzahn Mon Amour

### Fernsehserien und -reihen
- 1976: Das unsichtbare Visier (Folge: Sieben Augen hat der Pfau)
- 1977: Polizeiruf 110: Ein unbequemer Zeuge
- 1978: Scharnhorst (5 Folgen)
- 1980–1990: Schauspielereien (verschiedene Rollen, 4 Folgen)
- 1981: Polizeiruf 110: Glassplitter
- 2007: SOKO Wismar (Folge: Feuerstühle)
- 2007–2020: In aller Freundschaft (18 Folgen als Luise Brenner)
- 2008: Großstadtrevier (Folge: Nichts als Lügen)
- 2010: Tatort: Die Unmöglichkeit, sich den Tod vorzustellen
- 2012: Mord mit Aussicht (Folge: Die Venus von Hengasch)
- 2013: Polizeiruf 110: Wolfsland
- 2013: Hubert und Staller – Die ins Gras beißen
- 2014: Heldt (Folge Taubenschlag)
- 2014: Tatort: Der sanfte Tod
- 2015, 2025: SOKO Leipzig (Folgen: Doktor Tod, Italien kann so kalt sein)
- 2015: Tatort: Ätzend
- 2015: Zorn – Wo kein Licht
- 2016: Zorn – Wie sie töten
- 2016: Kommissarin Heller: Hitzschlag
- 2017: Alles Klara (Folge: Dunkle Bräute)
- 2017: Harter Brocken: Der Bankraub
- 2018–2019: Bettys Diagnose (9 Folgen)
- 2018: Billy Kuckuck – Margot muss bleiben!
- 2019: Tatort: One Way Ticket
- 2020: Wolfsland: Kein Entkommen
- 2021: Hartwig Seeler – Ein neues Leben
- 2021: Tina mobil
- 2021: Polizeiruf 110: Hermann
- seit 2022: Schule am Meer (als Hertha Olsen)
  - 2022: Frischer Wind
  - 2023: Familienbande
- 2022: Lauchhammer – Tod in der Lausitz (Folge: Wie sie uns ansehen)
- 2024: Polizeiruf 110: Der Dicke liebt
- 2025: Doppelhaushälfte (Folge Tausend Mal berührt)

## Theater (Auswahl)
- 1962: Lajos Mesterházi: Das elfte Gebot (Márta) – Regie: Horst Schönemann/Helfried Schöbel (Maxim-Gorki-Theater Berlin)
- 1962: Maxim Gorki: Jegor Bulytschow und andere (Schura) – Regie: Maxim Vallentin (Maxim-Gorki-Theater Berlin)
- 1964: Claus Hammel (Nach Theodor Fontane): Frau Jenny Treibel (Corinna) – Regie: Horst Schönemann (Maxim-Gorki-Theater Berlin)
- 1964: William Shakespeare: Romeo und Julia (Julia) – Regie: Fritz Bornemann (Volksbühne Berlin)
- 1969: Nikolai Gogol: Der Revisor (Marja Antonowna) – Regie: Hans-Georg Simmgen (Maxim-Gorki-Theater Berlin)
- 1970: Klaus Wolf: Lagerfeuer (Krankenschwester) – Regie: Achim Hübner/Fritz Bornemann (Maxim-Gorki-Theater Berlin)
- 1979: Ákos Kertész: Witwen (Roza) – Regie: Karl Gassauer (Maxim-Gorki-Theater Berlin – Studiotheater)
- 1985: Emily Mann: Still Life – Regie: Barbara Abend (Theater im Palast Berlin)
- 2008: Eduardo De Filippo: Filumena (Rosalia) – Regie: Petra Luisa Meyer (Hans Otto Theater Potsdam)

## Hörspiele (Auswahl)
- 1963: Karl-Heinrich Bonn: Das Spiel der Wölfe (Regina Lindner) – Regie: Fritz-Ernst Fechner (Hörspiel – Rundfunk der DDR)
- 1963: Gert Billing: Tennis zu dritt (Vera) – Regie: Werner Grunow (Hörspiel – Rundfunk der DDR)
- 1964: Fred von Hoerschelmann: Die Saline (Camilla) – Regie: Helmut Hellstorff (Hörspiel – Rundfunk der DDR)
- 1966: Bertolt Brecht: Das Verhör des Lukullus – Regie: Kurt Veth (Rundfunk der DDR)
- 1967: Klaus Beuchler: Alltag eines Arztes (Pflichtassistentin) – Regie: Uwe Haacke (Hörspiel – Rundfunk der DDR)
- 1968: Alexander Lukin/Dimitri Poljanowski: Mal angenommen, es ist Liebe – Regie: Ingeborg Milster (Kinderhörspiel – Rundfunk der DDR)
- 1969: Rolf Haufs: Harzreise (Fräulein Neumann) – Regie: Peter Groeger (Hörspiel – Rundfunk der DDR)
- 1969: Emil Koraloff: Perunika (Perunika) – Regie: Helmut Molegg (Hörspiel – Rundfunk der DDR)
- 1969: Franz Freitag: Der Egoist (Hilde Damerau) – Regie: Gert Andreae (Hörspiel – Rundfunk der DDR)
- 1969: Kikuta Kazuo: Die Taube Dankuro (O-kon) – Regie: Horst Liepach (Hörspiel – Rundfunk der DDR)
- 1970: Stephan Hermlin: Scardanelli (Suzette Gontard) – Regie: Fritz Göhler (Hörspiel – Rundfunk der DDR)
- 1970: Günther Rücker: Das Modell (Peggy) – Regie: Günther Rücker (Hörspiel – Rundfunk der DDR)
- 1972: Pawel Geordiadi: Die Sonne über dem Minarett – Regie: Helmut Hellstorff (Hörspiel – Rundfunk der DDR)
- 1972: Czesław Chruszczewski: Fünf treffen sich in Konin – Regie: Peter Groeger (Hörspiel – Rundfunk der DDR)
- 1972: Samuil Marschak: Das Tierhäuschen (Maus) – Wortregie: Jürgen Schmidt (Kinderhörspiel – Litera)
- 1974: Günter Spranger: Zur Fahndung ausgeschrieben: Sabine (Helga) – Regie: Albrecht Surkau (Hörspielreihe: Tatbestand, Folge 3 – Rundfunk der DDR)
- 1975: Iwan Bjelischew: Das eigensinnige Kätzchen (Kätzchen) – Regie: Albrecht Surkau (Kinderhörspiel – Litera)
- 1976: Inge Meyer: Rödelstraße 14 (Kristel Kubsch) – Regie. Barbara Plensat (Hörspiel aus der Reihe Tatbestand, Folge 7 – Rundfunk der DDR)
- 1979: Ion Serban: Ein Zahn zu viel (Zahnärztin) – Regie: Edith Schorn (Hörspiel – Rundfunk der DDR)
- 1981: Giorgio Bandini: Unser unmenschliches Haus (Franca) – Regie: Helmut Hellstorff (Hörspiel – Rundfunk der DDR)
- 1991: Linde von Kayserlingk: Aber am meisten mitten im Herzen (Oma) – Regie: Beate Rosch (Kinderhörspiel/Hörkurzspiel – Funkhaus Berlin)
- 1992: Julio Cortázar: Ende des Spiels (Mutter) – Regie: Barbara Plensat (Hörspiel – DS Kultur)
- 1999: Bruce Thomson: Making Babies (Judy) – Regie: Wolfgang Rindfleisch (Hörspiel – Deutschlandradio)
- 2002: Pàl Bàrdos: Der Nachtwächter (Frau) – Regie: Peter Groeger (Hörspiel – Mitteldeutscher Rundfunk)
- 2002: Petros Markaris: Hellas Channel (2. Teil: Das Geheimnis der Karajorgi) (Dourou) – Regie: Christoph Dietrich (Hörspiel – Westdeutscher Rundfunk Köln)
- 2004: Einar Schleef: Lange Nacht (Mutter) – Regie: Barbara Plensat (Hörspiel – Mitteldeutscher Rundfunk)
- 2005: Carey Harrison: Jenseits der Sonne (Mutter) – Regie: Wolfgang Rindfleisch (Hörspiel – Deutschlandradio)
- 2007: Katrin Lange: Ikar – zu Wasser, zu Land, in der Luft – Regie: Wolfgang Rindfleisch (Hörspiel – Deutschlandradio)
- 2007: Werner Buhss: Fischer sin Fru (Marga, Mutter) – Regie: Wolfgang Rindfleisch (Hörspiel – Deutschlandradio)
- 2012: Gert Roland Stiepel: Abschiedsgeschenk (Susanne) – Regie: Christoph Dietrich (Hörspiel – Norddeutscher Rundfunk)

## Auszeichnungen
- 1986: Kritikerpreis für die Rolle Miss Helen in Der Weg nach Mekka
- 1989: Helene-Weigel-Medaille für die Olga in Drei Schwestern und Die Übergangsgesellschaft
- 1990: Wolfgang-Heinz-Ring